# Grand Blue
Grand Blue (ぐらんぶる, Guranburu) est un manga écrit par Kenji Inoue et dessiné par Kimitake Yoshioka. L'histoire suit le quotidien d'Iori Kitahara qui s'est installé dans une ville côtière et y a rejoint un club de plongée, rempli d'étudiants totalement dérangés, enchaînant pitreries sur pitreries et le tout accompagné d'alcool.
Le manga est prépublié dans le magazine good! Afternoon de Kōdansha depuis avril 2014 ; vingt-quatre volumes tankōbon ont été publiés en avril 2025. La version française est éditée par Meian depuis février 2021.
Une adaptation en série télévisée d'animation par le studio Zero-G est diffusée pour la première fois au Japon entre le 14 juillet et le 29 septembre 2018. Une deuxième saison est diffusée à partir du 7 juillet 2025. Une adaptation en film live-action est également sortie le 7 août 2020.

## Synopsis
La vie de Iori Kitahara prend une autre tournure quand il décide de partir s'installer dans la petite ville côtière d'Izu pour y faire ses études universitaires et commencer une nouvelle vie de rêve qu'il s'imagine remplie de belles filles et de bons amis. Cependant, en arrivant dans la boutique de plongée de son oncle, le « Grand Blue » (グランブルー, Guranburū), il y découvre un groupe d'aînés, à poil et bruyants, qui le force à participer à leurs activités alcooliques. Bien que réticent au début, Iori cède et s'intègre rapidement aux fêtards. Malheureusement, cela lui vaut le mépris de sa cousine, Chisa Kotegawa, qui arrive au mauvais moment. Néanmoins, il ne se laisse pas décourager et veut tout de même réaliser sa vie estudiantine de rêve malgré ses nouveaux amis du club de plongée « Peek a Boo » (ピーカブー, Pīkabū, abrégé en PaB) et de leurs fêtes alcoolisées.

## Personnages
Iori Kitahara (北原 伊織, Kitahara Iori)
Voix japonaise : Yūma Uchida (ja)
Le protagoniste principal, un étudiant de première année en génie mécanique à l'Université d'Izu qui n'a jamais appris à nager, bien qu'il fasse partie du club de plongée. Bien qu'il tente au début de mener une vie normale, Iori continue de se laisser entraîner dans les activités du club de plongée Peek a Boo qui finissent souvent avec lui en état d'ébriété et à poil. Iori a une compétence surprenante dans le tennis et d'autres activités qui impliquent un but précis.
Chisa Kotegawa (古手川 千紗, Kotegawa Chisa)
Voix japonaise : Chika Anzai
La cousine d'Iori et sa camarade de classe à l'université d'Izu. Comparé à la plupart des autres membres du PaB, Chisa est la plus raisonnable et fait rarement la fête avec le groupe, préférant se concentrer sur ses études et la plongée.
Nanaka Kotegawa (古手川 奈々華, Kotegawa Nanaka)
Voix japonaise : Maaya Uchida
Une belle femme et instructrice de plongée au Grand Blue qui observe surtout les pitreries du club de plongée. Elle est secrètement éprise de Chisa, en dépit d'être sa sœur.
Toshio Kotegawa (古手川 登志夫, Kotegawa Toshio)
Voix japonaise : Shinji Kawada (ja)
L'oncle d'Iori et le propriétaire du magasin de plongée Grand Blue.
Kōhei Imamura (今村 耕平, Imamura Kōhei)
Voix japonaise : Ryōhei Kimura (ja)
Le principal rival/ami et camarade de classe d'Iori. Kohei est un otaku pur et dur qui porte souvent des hauts avec son personnage féminin préféré. Il est venu à l'université pour poursuivre son rêve presque impossible d'avoir un harem de jolies lycéennes. Il finit par être lié au PaB et est facilement manipulé grâce à son amour pour la célèbre seiyū, Kaya Mizuki. Il devient plus tard obsédé par la petite sœur d'Iori.
Shinji Tokita (時田 信治, Tokita Shinji)
Voix japonaise : Hiroki Yasumoto
Un aîné d'Iori à l'université et membre du Peek a Boo qui se saoule souvent avec d'autres membres finisant ivres et nus. Il a prétendument une petite amie, mais elle n'a pas été montrée.
Ryūjirō Kotobuki (寿 竜次郎, Kotobuki Ryūjirō)
Voix japonaise : Katsuyuki Konishi
Également un aîné d'Iori à l'université et membre du PaB se saoulant régulièrement avec le reste du club. Il travaille également comme barman professionnel à temps partiel.
Azusa Hamaoka (浜岡 梓, Hamaoka Azusa)
Voix japonaise : Toa Yukinari (ja)
Une aînée de l'Université pour femmes d'Oumi qui est également membre du Peek a Boo et fait souvent la fête avec les autres membres aînés, bien qu'elle soit l'une des rares femmes du club. Azusa admet aussi qu'elle est bisexuelle, qu'elle est attirée à la fois par Tokita et Nanaka, et pense à tort qu'Iori est sexuellement attiré par Kohei.
Aina Yoshiwara (吉原 愛菜, Yoshiwara Aina)
Voix japonaise : Kana Asumi
Une étudiante en première année d'Oumi et également nouvelle au club de tennis « Tinkerbell ». Surnommée « Cakey » (ケバ子, Kebako) en raison de la grande quantité de maquillage qu'elle met sur son visage dans une tentative d'être plus populaire auprès des garçons. Aina rejoint ensuite le PaB après qu'Iori et Kōhei se soient levés pour elle. Sans son maquillage, Aina est beaucoup plus douce et joue souvent le rôle de faire-valoir dans les ébats fous autour d'elle.
Kaya Mizuki (水樹 カヤ, Mizuki Kaya)
Voix japonaise : Nana Mizuki
Une célèbre seiyū et idol qui est adulée par Kōhei.
Hajime Nojima (野島 元, Nojima Hajime)
Voix japonaise : Takuya Eguchi
Un des camarades de classe d'Iori à l'université d'Izu. Un playboy autoproclamé qui n'a pas réussi à attirer la moindre personne.
Shinichirō Yamamoto (山本 真一郎, Yamamoto Shinichirō)
Voix japonaise : Junya Enoki
Il est aussi un des camarades de classe d'Iori à l'université. Il est incroyablement direct dans son désir de trouver une petite amie.
Yū Mitarai (御手洗 優, Mitarai Yū)
Voix japonaise : Natsuki Hanae
Également un des camarades d'Iori. Contrairement à la plupart, Yū est en couple avec son amie d'enfance Rie, que ses amis tentent immédiatement de saboter une fois qu'ils l'ont découvert.
Kenta Fujiwara (藤原 健太, Fujiwara Kenta)
Voix japonaise : Robert Waterman (ja)
Un autre camarade d'Iori. C'est un homme musclé qui est jaloux de Iori car il aurait l'affection de Chisa.
Capitaine Kudō (工藤会長, Kudō kaichō)
Voix japonaise : Jun Fukuyama
Le capitaine du club de tennis « Tinkerbell » (ティンカーベル, Tinkāberu) et un beau jeune homme qui est attiré par Azusa.
Shiori Kitahara (北原 栞, Kitahara Shiori)
La petite sœur d'Iori et une collégienne de troisième année qui se promène souvent de façon démodé en kimono. Elle fait semblant de montrer de l'affection à Iori tout en essayant secrètement de lui faire prendre possession du ryokan de sa famille pour qu'elle n'y soit pas obligée de prendre la succession, car leur père a davantage confiance en elle.

## Production et supports

### Manga
Écrit par Kenji Inoue et dessiné par Kimitake Yoshioka, Grand Blue est lancé dans le 42e numéro du Magazine de prépublication de seinen manga de Kōdansha good! Afternoon, sorti le 7 avril 2014,,. Vingt-quatre volumes tankōbon ont été publiés en avril 2025.
En Amérique du Nord, le manga est publié numériquement par la maison d'édition Kodansha Comics depuis septembre 2017 sous le titre Grand Blue Dreaming,. Tong Li Publishing publie la série en chinois traditionnel depuis octobre 2015. En Chine, la série est publiée numériquement et simultanément par bilibili. En décembre 2020, la maison d'édition Meian a annoncé l'acquisition de la licence du manga pour une version française, avec une traduction de Célia Chinarro et dont les deux premiers volumes sont sortis en février 2021,.

#### Liste des volumes
| no | Japonais          | Japonais          | Français         | Français          |
| no | Date de sortie    | ISBN              | Date de sortie   | ISBN              |
| --- | ----------------- | ----------------- | ---------------- | ----------------- |
| 1 | 7 novembre 2014   | 978-4-06-387990-2 | 24 février 2021  | 978-2-38275-021-6 |
| Liste des chapitres : - Chapitre 1 : Deep Blue (ディープブルー, Dīpuburū) - Chapitre 2 : La fête de bienvenue (新歓コンパ, Shinkankonpa) - Chapitre 3 : Ma chambre (マイルーム, Mairūmu) - Chapitre 4 : Sous l'eau (水の中で, Mizu no Naka De) |                   |                   |                  |                   |
| 2 | 5 décembre 2014   | 978-4-06-388018-2 | 24 février 2021  | 978-2-38275-022-3 |
| Liste des chapitres : - Chapitre 5 : Un monde nouveau (新世界, Shin Sekai) - Chapitre 6 : La fille plus âgée (年上の女, Toshiue no Onna) - Chapitre 7 : Le concours de beauté (ミスコン, Misukon) - Chapitre 8 : Le concours de bite (男コン, Dankon) |                   |                   |                  |                   |
| 3 | 7 avril 2015      | 978-4-06-388053-3 | 30 avril 2021    | 978-2-38275-023-0 |
| Liste des chapitres : - Chapitre 9 : L'après-festival (後の祭り, Atonomatsuri) - Chapitre 10 : Soirée à l'aveugle (合コン, Gōkon) - Chapitre 11 : Premier binôme (初バディ, Hatsu Badi) - Chapitre 12 : Doubles (ダブルス, Daburusu) - Extra : Soirée normale |                   |                   |                  |                   |
| 4 | 7 septembre 2015  | 978-4-06-388081-6 | 28 juillet 2021  | 978-2-38275-024-7 |
| Liste des chapitres : - Chapitre 13 : Soirée à la maison (部屋飲み, Heya Nomi) - Chapitre 14 : Un cocktail d'homme (男のカクテル, Otoko no Kakuteru) - Chapitre 15 : Shopping ! (ショッピング!, Shoppingu!) - Chapitre 16 : Arrivée à Okinawa (沖縄上陸, Okinawa Jōriku) - Chapitre 17 : Un lieu sans mensonge (ウソのない場所, Uso no Nai Basho)                                                                 |                   |                   |                  |                   |
| 5 | 5 février 2016    | 978-4-06-388115-8 | 18 novembre 2021 | 978-2-38275-025-4 |
| Liste des chapitres : - Chapitre 18 : C'est un malentendu (誤解なんだが, Gokaina Ndaga) - Chapitre 19 : L'examen (試練, Shiren) - Chapitre 20 : Plongée en bateau (ボートダイビング, Bōtodaibingu) - Chapitre 21 : L'otôri (オトーリ, Otōri) - Extra : Solidarité |                   |                   |                  |                   |
| 6 | 5 août 2016       | 978-4-06-388164-6 | 18 novembre 2021 | 978-2-38275-026-1 |
| Liste des chapitres : - Chapitre 22 : Une soirée entre filles (女子会, Onagokai) - Chapitre 23 : Compétition pour un ticket (チケット争奪戦, Chiketto Sōdatsu-sen) - Chapitre 24 : La visite de l'université féminine (はじめての女子大, Hajimete no Joshidai) - Chapitre 25 : L'université féminine : le retour (再びの女子大, Futatabi no Joshidai) - Extra : La lettre                                         |                   |                   |                  |                   |
| 7 | 7 décembre 2016   | 978-4-06-388220-9 | 23 février 2022  | 978-2-38275-027-8 |
| Liste des chapitres : - Chaptire 26 : Seuls à la maison (留守番, Rusuban) - Chapitre 27 : La petite sœur (妹, Imōto) - Chapitre 28 : Le grand frère (兄, Ani) - Extra : Le mahjong |                   |                   |                  |                   |
| 8 | 7 avril 2017      | 978-4-06-388249-0 | 23 février 2022  | 978-2-38275-028-5 |
| Liste des chapitres : - Chapitre 29 : Le jeu des impressions (印象ゲーム, Inshō Gēmu) - Chapitre 30 : Je ne me déshabillerai pas (脱がないよ？, Nuganai yo?) - Chapitre 31 : Le professeur associé (准教授, Jun Kyōju) - Chapitre 32 : L'essai de résilience Charpy (シャルピー衝撃試験, Sharupī Shōgeki Shiken) - Chapitre 33 : Camping d'adulte à l'école (大人の林間学校, Otona no Rinkan Gakkō)               |                   |                   |                  |                   |
| 9 | 6 octobre 2017    | 978-4-06-388290-2 | 31 mai 2022      | 978-2-38275-029-2 |
| Liste des chapitres : - Chapitre 34 : Les collègues de boulot (バイト仲間, Baito Nakama) - Chapitre 35 : Otoya a l'oeil (乙矢君にはよく見えている, Otoya-kun Ni Wa Yoku Miete Iru) - Chapitre 36 : Est-ce que tu l'aimes ? (好きなの?, Sukina no?) - Chapitre 37 : Sérieusement (本気, Honki) |                   |                   |                  |                   |
| 10 | 7 mars 2018       | 978-4-06-511096-6 | 31 mai 2022      | 978-2-38275-030-8 |
| Liste des chapitres : - Chapitre 38 : Un rencard au ciné (映画デート, Eiga Dēto) - Chapitre 39 : La vente aux enchères (オークションハウス, Ōkushonhausu) - Chapitre 40 : Le labo blanc (ホワイト研, Howaito-ken) - Chapitre 41 : Allons sur une île déserte ! (無人島へ行こう！, Mujintō e Ikou!) - Extra : Discussion de groupe                                                                                 |                   |                   |                  |                   |
| 11 | 6 juillet 2018    | 978-4-06-511979-2 | 9 décembre 2022  | 978-2-38275-031-5 |
| Liste des chapitres : - Chapitre 42 : Amusons-nous sur une île déserte ! (無人島を生き抜こう！, Mujintō de Asobou!) - Chapitre 43 : Réchappons vivants de l'île déserte ! (無人島へ行こう！, Mujintō o Ikinukou!) - Chapitre 44 : Les conseils de vie (人生相談, Jinsei sōdan) - Chapitre 45 : Maintenant, on est quittes (これでチャラ, Kore de Chara) - Extra : Un petit tour au café (カフェ巡り, Kafe meguri) |                   |                   |                  |                   |
| 12 | 22 septembre 2018 | 978-4-06-513447-4 | 9 décembre 2022  | 978-2-38275-032-2 |
| Liste des chapitres : - Chapitre 46 : Une dernière chose à faire (やり残し, Yari Nokoshi) - Chapitre 47 : Retour à la maison (帰省, Kisei) - Chapitre 48 : Opération « Sauver le passeport » (パスポート奪還作戦, Pasupōto Dakkan Sakusen) - Chapitre 49 : HENTAI (HENTAI, HENTAI) - Chapitre 49.5 : Direction les Palaos (パラオへ, Parao e)                                                                     |                   |                   |                  |                   |
| 13 | 5 juillet 2019    | 978-4-06-516238-5 | 28 décembre 2022 | 978-2-38275-033-9 |
| Liste des chapitres : - Chapitre 50 : Les retrouvailles (再会, Saikai) - Chapitre 51 : La mer des Palaos (パラオの海, Parao no Umi) - Chapitre 52 : L'émission télévisée (TV取材, TV Shuzai) - Chapitre 53 : Le tournage (収録現場, Shūroku Genba) - Extra : Le détecteur de mensonges (ウソ発見器, Uso hakkenki)                                                                                                 |                   |                   |                  |                   |
| 14 | 22 novembre 2019  | 978-4-06-517557-6 | 28 décembre 2022 | 978-2-38275-033-9 |
| Liste des chapitres : - Chapitre 54 : L'entremetteur (アシスト, Ashisuto) - Chapitre 55 : Une discussion entre filles (女子トーク, Joshi Tōku) - Chapitre 56 : Fun Dive (ファンダイビング, Fan Daibingu) - Chapitre 57 : Maman (お母さん, Okā-san) - Extra : Le dark Jenga (黒のジェンガ, Kuro no Jenga) |                   |                   |                  |                   |
| 15 | 22 mai 2020       | 978-4-06-519480-5 | 24 mai 2023      | 978-2-38275-035-3 |
| Liste des chapitres : - Chapitre 58 : Après les vacances d'été (夏休み明け, Natsuyasumiake) - Chapitre 59 : La soirée drague : round 2 (合コン round２, Gōkon round 2) - Chapitre 60 : Le ramassage de châtaignes (栗拾い, Kuri hiroi) - Chapitre 61 : La loterie (宝くじ, Takarakuji) - Extra : L'art de l'évasion (エスケヰプ之スヽメ, Esukewipu no susume)                                                     |                   |                   |                  |                   |
| 16 | 20 novembre 2020  | 978-4-06-521417-6 | 24 mai 2023      | 978-2-38275-036-0 |
| Liste des chapitres : - Chapitre 62 : La réunion stratégique (作戦会議, Sakusen kaigi) - Chapitre 63 : De retour à Okinawa (沖縄再上陸, Okinawa sai jōriku) - Chapitre 64 : De retour à Okinawa (bis) (沖縄再上陸（裏）, Okinawa sai jōriku (ura)) - Chapitre 65 : Le chaos du deuxième jour (二日目のカオス, Futsuka-me no kaosu) - Extra : Le chien (犬, Inu)                                                   |                   |                   |                  |                   |
| 17 | 5 août 2021       | 978-4-06-524292-6 | 19 octobre 2023  | 978-2-38275-037-7 |
| Liste des chapitres : - Chapitre 66 : Le voyage de Sakurako (桜子の旅, Sakurako no tabi) - Chapitre 67 : Con-voitise (シット！, Shitto!) - Chapitre 68 : Le garçon que j'aime (好きな人, Suki na hito) - Chapitre 69 : Retour en tête à tête (帰りの二人, Kaeri no futari) |                   |                   |                  |                   |
| 18 | 7 mars 2022       | 978-4-06-527041-7 | 19 octobre 2023  | 978-2-38275-038-4 |
| Liste des chapitres : - Chapitre 70 : Le jeu de la mort (デスゲーム, Desu gēmu) - Chapitre 71 : Gymnastique nocturne (深夜体操, Shin'ya taisō) - Chapitre 72 : Deuxième round de tristesse (哀しみアナザーラウンド, Kanashimi anazā raundo) - Chapitre 73 : Mission : changer d'idole (推し変チャレンジ, Oshi hen charenji) - Extra : La cafétéria n°1 (第一食堂, Daiichi shokudō)                                |                   |                   |                  |                   |
| 19 | 5 août 2022       | 978-4-06-528768-2 | 19 juillet 2024  | 978-2-38275-039-1 |
| Liste des chapitres : - Chapitre 74 : Panique hypnotique (ヒプノシスクライシス, Hipunoshisu kuraishisu) - Chapitre 75 : L'habillage (ドレスアップ, Doresu appu) - Chapitre 76 : La fête de fiançailles (結婚パーティー, Kekkon pātī) - Chapitre 77 : Crêpage de chignons (キャットファイト, Kyatto faito) - Extra : Les malheurs de Shin'ichirō Yamamoto (山本真一郎の受難, Yamamoto Shin'ichirō no junan)        |                   |                   |                  |                   |
| 20 | 6 avril 2023      | 978-4-06-531329-9 | 16 août 2024     | 978-2-38275-040-7 |
| Liste des chapitres : - Chapitre 78 : Le parc à thèmes - Chapitre 79 : La salle blanche - Chapitre 80 : L'AOWD ! - Chapitre 81 : Plongée parmi les requins - Extra : Les malheurs de Hajime Nojima |                   |                   |                  |                   |
| 21 | 5 octobre 2023    | 978-4-06-533089-0 | 21 mars 2025     | 978-2-38503-694-2 |
| Liste des chapitres : - Chapitre 82 : Une véritable attaquante - Chapitre 83 : Les avances - Chapitre 84 : Une vieille histoire - Chapitre 85 : Halloween |                   |                   |                  |                   |
| 22 | 5 avril 2024      | 978-4-06-535017-1 | 21 mars 2025     | 978-2-38503-695-9 |
| Liste des chapitres : - Chapitre 86 : Le jeu de l'impassibilité - Chapitre 87 : Wakeboard - Chapitre 88 : L'assassin - Chapitre 89 : Sakurako Busujima - Extra : Tennis de table bourré |                   |                   |                  |                   |
| 23 | 7 octobre 2024    | 978-4-06-537098-8 | —                |                   |
| 24 | 7 avril 2025      | 978-4-06-538970-6 | —                |                   |
| 25 | 7 octobre 2025    |                   | —                |                   |

### Anime
En janvier 2018, le site officiel de la convention AnimeJapan de 2018 avait brièvement publié une liste des exposants de l'événement et de leurs travaux, elle y comportait un certain nombre d'œuvres d'Avex Pictures qui seraient présentées dont notamment un « nouvel anime Grand Blue », avant d'être rapidement retirée. Publié le 7 février 2018, le troisième numéro de good! Afternoon de 2018 a indiqué que de « grandes nouvelles » pour la série vont être communiquer dans le prochain numéro du magazine le 7 mars 2018. Les grandes nouvelles ont révélé ce jour-là qu'une adaptation de la série en série télévisée d'animation est en cours de production pour l'été 2018,. La série est réalisée et écrite par Shinji Takamatsu au studio d'animation Zero-G accompagné du character designer Hideoki Kusama,. Elle est diffusée pour la première fois au Japon entre le 14 juillet et le 29 septembre 2018 dans la case horaire Animeism sur MBS et TBS, et un peu plus tard sur BS-TBS et AT-X ; Amazon détient les droits exclusifs de diffusion en simulcast de la série au Japon et à l'étranger via son service de vidéo à la demande, Prime Video,. La série est composée de 12 épisodes répartis dans quatre coffrets Blu-ray/DVD,.
Le groupe Shōnan no Kaze a composé la chanson de l'opening de la série intitulée Grand Blue tandis que celle de l'ending de la série, intitulée Konpeki no al Fine (紺碧のアル・フィーネ, Konpeki no aru fīne), est chantée par Izu no Kaze, un groupe composé des personnages Iori Kitahara, Kōhei Imamura, Shinji Tokita et Ryūjirō Kotobuki respectivement doublé par Yūma Uchida, Ryōhei Kimura, Hiroki Yasumoto et Katsuyuki Konishi,,.
La production d'une deuxième saison est annoncée en septembre 2024. Elle est diffusée à partir du 7 juillet 2025.

#### Liste des épisodes
La saison 1 adapte les tomes 1 à 5 du manga et la saison 2 adapte les tomes 6 à ... du manga.

##### Saison 1
| No | Titre français                 | Titre japonais | Titre japonais    | Date de 1re diffusion |
| No | Titre français                 | Kanji          | Rōmaji            | Date de 1re diffusion |
| -- | ------------------------------ | -------------- | ----------------- | --------------------- |
| 1  | Bleu profond                   | ディープブルー | Dīpu burū         | 14 juillet 2018       |
| 2  | Sous-marin                     | 水の中で       | Mizu no naka de   | 21 juillet 2018       |
| 3  | Un nouveau monde               | 新世界         | Shin sekai        | 28 juillet 2018       |
| 4  | Concours de beauté pour hommes | 男コン         | Otoko kon         | 4 août 2018           |
| 5  | Trop tard                      | 後の祭り       | Ato no matsuri    | 11 août 2018          |
| 6  | Premier mec                    | 初バディ       | Hatsu badi        | 18 août 2018          |
| 7  | Doubles                        | ダブルス       | Daburusu          | 25 août 2018          |
| 8  | Cocktails pour homme           | 男のカクテル   | Otoko no kakuteru | 1er septembre 2018    |
| 9  | Action ou Vérité               | 王様ゲーム     | Ōsama gemu        | 8 septembre 2018      |
| 10 | L'Arrivée à Okinawa            | 沖縄上陸       | Okinawa jōriku    | 15 septembre 2018     |
| 11 | Tu te fais des idées           | 誤解なんだが   | Gokaina'ndaga     | 22 septembre 2018     |
| 12 | Otori                          | オトーリ       | Otōri             | 29 septembre 2018     |

##### Saison 2
| No     | Titre français                        | Titre japonais   | Titre japonais | Date de 1re diffusion |
| No     | Titre français                        | Kanji            | Rōmaji         | Date de 1re diffusion |
| ------ | ------------------------------------- | ---------------- | -------------- | --------------------- |
| 1 (13) | Petite soeur                          | 妹               | Imōto          | 7 juillet 2025        |
| 2 (14) | Grand frère                           | 兄               | Ani            | 14 juillet 2025       |
| 3 (15) | Le jeu des impressions                | 印象ゲーム       | Inshō gēmu     | 21 juillet 2025       |
| 4 (16) | Bataille pour un ticket               | チケット争奪戦   |                | 28 juillet 2025       |
| 5 (17) | Première visite d'une fac pour filles | はじめての女子大 |                | 4 août 2025           |
| 6 (18) | Retour à l'université pour filles     | 再びの女子大     |                | 11 août 2025          |

### Adaptation cinématographique
novembre 2019 par Kōdansha avec l'ouverture d'un site officiel,. Celle-ci est réalisée par Tsutomu Hanabusa avec la société de production de THEFOOL et Warner Bros. Japan avait initialement prévu de distribuer le film au Japon à partir du 29 mai 2020, ; mais en raison des préoccupations concernant la pandémie de Covid-19 au Japon, la sortie du film est reportée à une date ultérieure,. Il est ainsi sorti au Japon le 7 août 2020,.
La chanson thème du film, intitulée Zekkyō Serenade (絶叫セレナーデ, Zekkyō Serenāde), est produite par le groupe sumika,.

#### Distribution
| Personnage      | Acteur/Actrice,         |
| --------------- | ----------------------- |
| Iori Kitahara   | Ryō Ryūsei (ja)         |
| Kōhei Imamura   | Atsuhiro Inukai (ja)    |
| Chisa Kotegawa  | Yūki Yoda               |
| Nanaka Kotegawa | Aya Asahina (ja)        |
| Azusa Hamaoka   | Yūka Ogura (ja)         |
| Aina Yoshiwara  | Ren Ishikawa (ja)       |
| Toshio Kotegawa | Masahiro Takashima (ja) |

## Réception
En avril 2017, la série est nommée pour le 41e Prix du manga Kōdansha dans la catégorie du « meilleur manga général ». Dans la même période, la série a atteint les 1,7 million de copies vendues, pour remercier les fans, Kimitake Yoshioka a publié une série d'autocollants pour l'application LINE. En octobre 2017, Grand Blue a finalement dépassé les 2 millions d'exemplaires imprimés,. La série a atteint les 3,5 millions de copies imprimées en novembre 2018.
Avec la publication du 15e volume en mai 2020, le tirage total de la série a dépassé les 5 millions d'exemplaires.
Pour la semaine de sa sortie dans 337 cinémas, l'adaptation cinématographique se classe 4e au box-office japonais rapportant 110 598 710 yens (environ 1,03 million de dollars américains). Pour son deuxième weekend de projection, le film recule à la 7e place mais rapporte 43 873 320 yens (environ 414 400 $). Le film est passé à la 10e place lors de son troisième week-end, rapportant 25 735 640 yens (environ 242 800 $). Pour son quatrième week-end, le long-métrage sort du classement hebdomadaire des 10 meilleurs films mais rapporte tout de même 15 854 910 yens (environ 149 600 $) pour un total de 414 120 890 yens (environ 3,90 millions de dollars).